# Pebasia singularis
Pebasia singularis is een hooiwagen uit de familie Cosmetidae.